# 有地榮一郎
有地 榮一郎（ありぢ えいいちろう、 1955年7月-）は、日本の歯科医師・歯学者。愛知学院大学歯科放射線学講座教授。日本歯科放射線学会元理事長。

## 経歴
1981年に九州大学歯学部を卒業後、九州大学歯学部附属病院助手、長崎大学歯学部助手、九州大学歯学部助手、長崎大学歯学部附属病院講師を経て現職。九州大学歯学部助手在籍中の1991年、『顎顔面領域健常軟組織のCT値に関する研究』により博士（歯学）取得（九州大学乙第5373号）。

## 著作
- 有地榮一郎 著「POINT7 X線撮影」、千田彰、村岡秀明、椎木一雄、伊藤公一、財部洋 編『臨床のレベルアップPOINT まずは60』デンタルダイヤモンド社、2000年1月5日。ISBN 978-4885100970。
- 有地, 榮一郎、大関, 悟、下郷, 和雄 ほか 編『症状からみた歯科エックス線写真読影のポイント』クインテッセンス出版、2006年12月10日。ISBN 978-4874179383。
- 有地榮一郎、金田隆、小林馨、勝又明敏、山本浩嗣 編『歯科放射線の臨床診断：画像診断と病理概説 疾患別診断をすすめるために』（第3版）永末書店、2007年4月1日。ISBN 978-4-8160-1184-9。
- 飯久保正弘、犬童寛子、香川豊宏、河合泰輔、後藤真一 著、有地榮一郎、笹野高嗣、馬嶋秀行、湯浅賢治、代居敬 編『わかりやすい歯科放射線学』学建書院〈歯科衛生士テキスト〉、2008年3月1日。ISBN 978-4-7624-0170-1。
- 監修 清水正嗣、神田重信  編集 神田重信、有地榮一郎、山本悦秀、湯浅賢治、吉浦一紀 編『口腔画像臨床診断学』アークメディア、2010年5月21日。ISBN 978-4-87583-124-2。
- 飯久保正弘、犬童寛子、香川豊宏、河合泰輔、後藤真一 著、有地, 榮一郎、笹野, 高嗣; 馬嶋, 秀行 ほか 編『わかりやすい歯科放射線学』（第2版）学建書院〈歯科衛生士テキスト〉、2010年12月10日。ISBN 978-4-7624-1170-0。
- 金田隆、新井嘉則、有地榮一郎、内藤宗孝、林孝文、本田和也、松本邦史、森進太郎 著、金田隆 編『顎口腔領域　画像解剖アトラス 安心・安全な歯科臨床＆インプラント臨床のために』砂書房、2011年7月30日。ISBN 978-4901894890。
- 岡野, 友宏、小林, 馨、有地, 榮一郎 編『歯科放射線学』（第5版）医歯薬出版、2013年9月25日。ISBN 978-4-263-45667-5。
- 有地榮一郎、勝又明敏、小林馨、櫻井孝、藤田広志、本田和也 編『デジタルデンティストリー 医療情報とデジタル画像 超入門』永末書店、2015年1月8日。ISBN 978-4-263-45667-5。

## 所属団体
- 日本歯科放射線学会 元理事長[2]
- 日本口腔科学会 理事[4]
- 日本口腔腫瘍学会 理事[5]
- 日本頭頸部癌学会[1]
- 国際顎顔面放射線学会[1]